# Wyspy Salomona (archipelag)
Wyspy Salomona (ang. Solomon Islands) – archipelag w południowo-zachodniej części Oceanu Spokojnego. Ciągnie się z północnego zachodu na południowy wschód na długości ok. 1100 km przy szerokości sięgającej 600 km. Łączna powierzchnia wysp wynosi ok. 40 tys. km². Główne wyspy archipelagu to:
- prowincja Choiseul

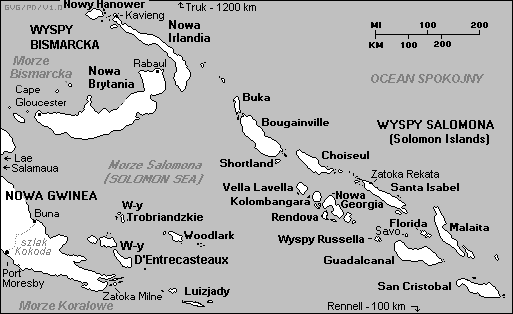
Archipelag Wysp Salomona (w centralnej i prawej części mapki; bez wysp Santa Cruz, które powinny znajdować się dalej na wschód)

  - Choiseul – pow. 2971 km²; dł. 144 km; szer. 23 km; Mount Maetambe 1067 m n.p.m.; 20 tys. mieszk. (1999); gęst. 6,73 os./1 km²; 7°00′S 156°58′E/-7,000000 156,966667
  - Vaghena – pow. 110 km²; dł. 12,9 km; szer. 8,5 km; wys. 42 m n.p.m.; 1 tys. mieszk.; gęst. 9,1 os/1 km²; 6°41′S 156°36′E/-6,683333 156,600000
  - Rob Roy – pow. 60 km²; dł. 14,6 km; szer. 4,3 km; wys. 110 m n.p.m.; niezamieszkana; 7°25′S 157°35′E/-7,416667 157,583333
  - Taro – pow. 0,395 km²; dł. 940 m; szer. 420 m; wys. 25 m n.p.m.; 507 mieszk.; gęst. 1283,5 os/1 km²; 6°42′41″S 156°23′47″E/-6,711389 156,396389
  - Nuatambu – wys. 6 m n.p.m.; zamieszkana (Nuatambu Village); 7°08′S 157°10′E/-7,133333 157,166667
  - Cyprian Bridge Island – niezamieszkana; 6°51′S 156°11′E/-6,850000 156,183333

- Bougainville
- Nowa Georgia
- Santa Isabel
- Malaita
- Guadalcanal
- Makira (dawniej San Cristobal)

Archipelag podzielony jest pomiędzy dwa państwa: Papuę-Nową Gwineę i Wyspy Salomona. Największa wyspa w części północno-zachodniej archipelagu, Bougainville i szereg mniejszych wysp w jej otoczeniu należą do Papui-Nowej Gwinei. Osiem innych większych wysp wraz z setkami mniejszych wysepek i atoli koralowych wchodzi w skład Wysp Salomona, które uzyskały niepodległość 7 lipca 1978 roku.

## Historia
Wyspy zostały odkryte dla Starego Świata w 1568 przez hiszpańskiego żeglarza A. Mendanię de Neyra, który poszukiwał Ofiru – mitycznej krainy złota króla Salomona. Blisko trzydzieści lat później, w 1595, Mendania wypłynął z kolejną ekspedycją, jednak nie potrafił już odnaleźć „ziemi Salomona”. Archipelag na blisko dwa wieki zniknął z oczu Europejczyków. Dopiero w 1768 ujrzał je ponownie w trakcie swej podróży dookoła świata Francuz Louis Antoine de Bougainville. Przepłynął on swymi statkami pomiędzy dwoma wyspami, z których mniejszą (wschodnią) nazwał Choiseul (od nazwiska ówczesnego ministra spraw zagranicznych Francji, Étienne-François de Choiseul). Większą (zachodnią) wyspę nazwano później Bougainville.
W drugiej połowie XIX w. na wyspy zaczęli napływać osadnicy z Europy. Zaczęły się tu ścierać interesy największej potęgi kolonialnej tych czasów, Wielkiej Brytanii i łakomie poszukujących „niezajętych” jeszcze terenów Niemiec. W 1886 oba państwa uzgodniły między sobą sposób podziału wysp leżących na wschód od Nowej Gwinei. Archipelag Bismarcka oraz północną część Wysp Salomona (wyspy Bougainville, Choiseul i Santa Isabel) otrzymały Niemcy, natomiast z południowej części tego drugiego archipelagu utworzono Brytyjski Protektorat Wysp Salomona (1893). Po kilku latach konflikt pojawił się na nowo: w roku 1899, przy nowym podziale, wyspy Choiseul i Santa Isabel przeszły pod protektorat brytyjski, Niemcy natomiast otrzymały w zamian Samoa Zachodnie. Pozostałe w rękach Niemiec wyspy Bougainville i Buka weszły w skład niemieckiego protektoratu Nowej Gwinei Niemieckiej, obecnie stanowią część Papui-Nowej Gwinei.